# Chateaubriand (viande)
Pour les articles homonymes, voir Chateaubriand et Chateaubriant.
Un chateaubriand ou châteaubriant ou bœuf à la Chateaubriand est à la fois une pièce de viande de bœuf taillée dans le filet de bœuf, d'environ 2 à 4 cm, et également une spécialité culinaire gastronomique de la cuisine française, du nom de l'écrivain français du XIXe siècle François-René de Chateaubriand. 

## Description

Découpe française d’un filet de bœuf.

Cette pièce de viande de bœuf taillée dans le filet (un des morceaux les plus tendres et fondants) se situe entre le tournedos et un rôti de filet. Il peut être bardé de lard, avec un diamètre variable suivant sa position dans la tête, le cœur ou la pointe du muscle.
Destiné à être grillé (exposé directement à une chaleur vive), quelquefois sauté (cuit à bonne chaleur dans un corps gras) quelques minutes sur ses deux faces, le chateaubriand de la cuisine gastronomique française est à l'origine accompagné de sauce chateaubriand, et à ce jour le plus souvent servi avec des pommes soufflées et une sauce béarnaise. 

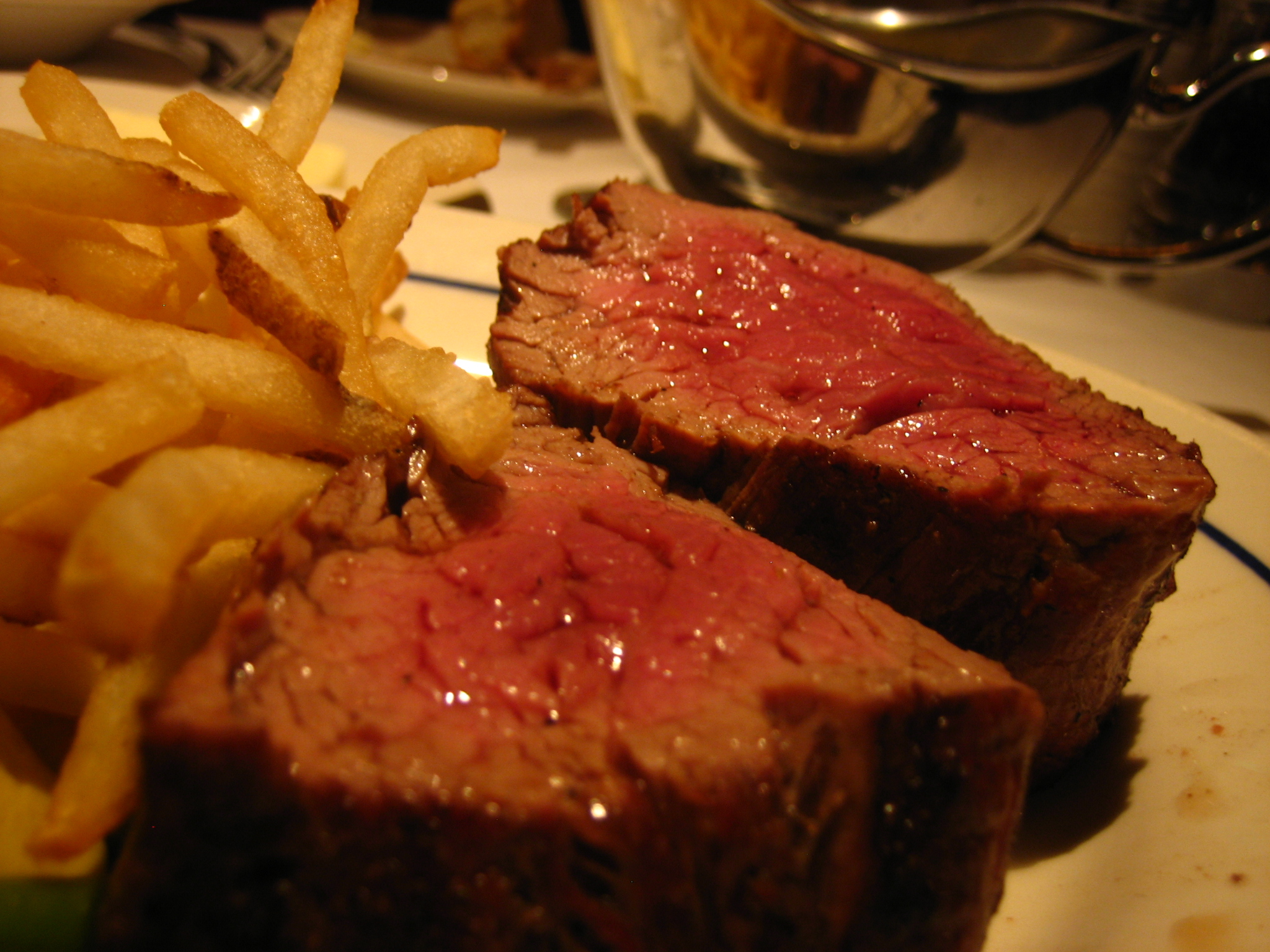
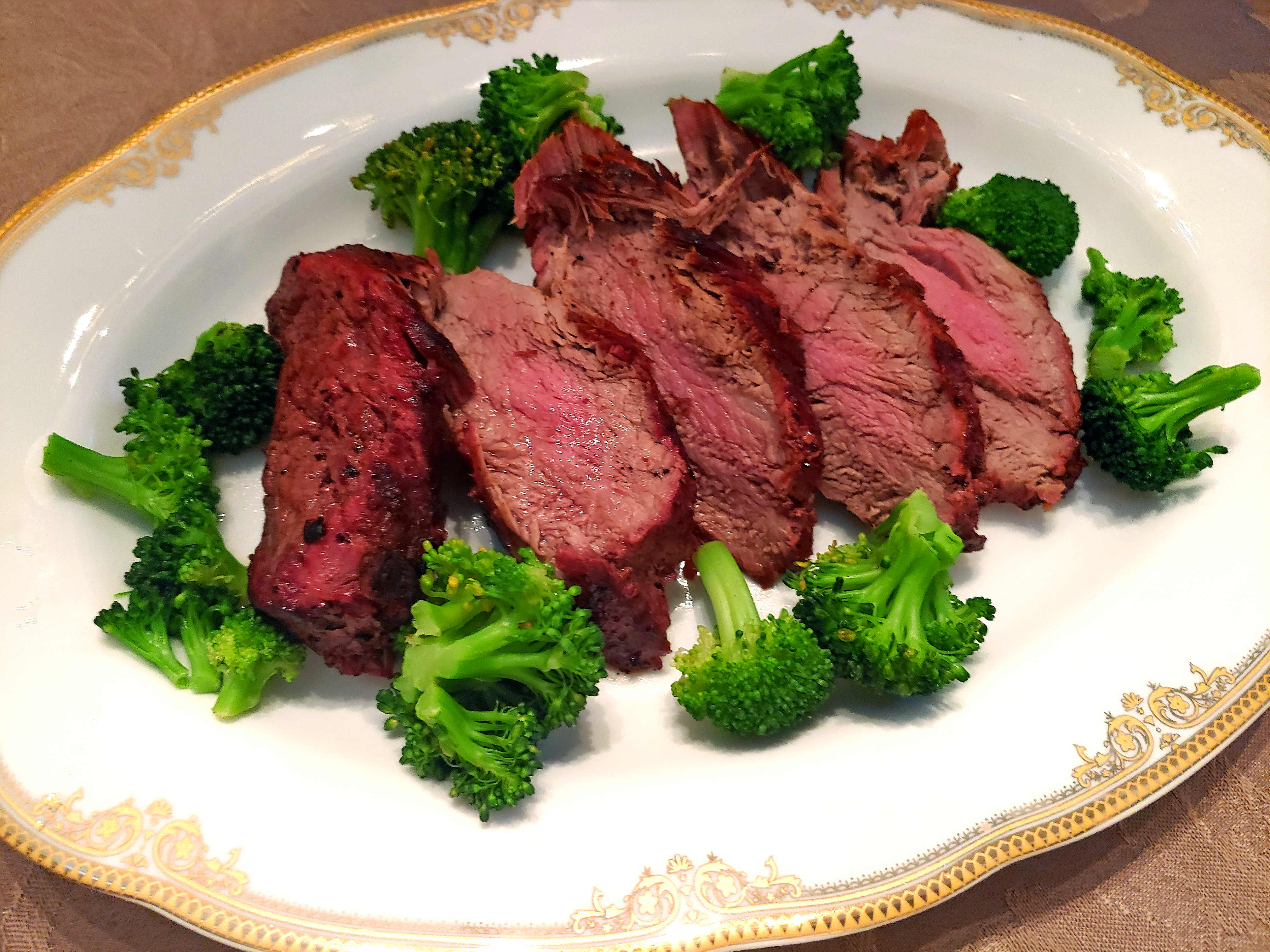

## Histoire
Deux hypothèses incertaines s'affrontent sur l'origine et l'orthographe du mot :  
- selon le Larousse gastronomique, le vocable ferait référence (à l'image des tournedos Rossini, bœuf Wellington, ou bœuf Stroganov) à l'écrivain français du XIXe siècle François-René de Chateaubriand (1768-1848) dont le cuisinier Montmireil (ou Montmirail) serait le créateur de la « grillade de bœuf à la Chateaubriand » ou « steak chateaubriand » en 1822, alors que Chateaubriand est ambassadeur de France à Londres en Angleterre. L'appellation laisse un doute car elle semble apparaître avec le chef-cuisinier parisien Modeste Magny, une trentaine d'années après la disparition de l'écrivain[4],[5],[6] ;

- la variante orthographique « châteaubriant » se réfère à la ville de Châteaubriant en Loire-Atlantique, dont le cheptel et le foirail bovin sont réputés[7], et qui appartenait au pays de la Mée de Haute-Bretagne à l'époque de l'écrivain d'origine bretonne François-René de Chateaubriand[8],[9], dont le seigneur ancêtre Briant Ier de Châteaubriant (famille de Châteaubriant) a fondé cette ville et son château fort du Royaume de Bretagne au XIe siècle[10],[11]. Ce plat fait partie à ce titre des recettes emblématiques de la cuisine bretonne.

L’orthographe « chateaubriand » (avec une minuscule) est la plus employée à ce jour, ou « à la Chateaubriand » (avec une majuscule en référence à l'écrivain).

## Boucherie

Découpe du bœuf

Il y a plusieurs façons de parer un chateaubriand :
- soit le filet est simplement tranché en 3 cm d'épaisseur perpendiculairement aux fibres  ;
- soit le cœur du filet est formé comme un rôti entièrement bardé et ficelé (comme pour le tournedos), puis découpé en tranche de 3 cm ;
- soit servi dans sa longueur, surtout pour la pointe du filet moins épaisse, les fibres étant parallèles au plan de cuisson.

Certains bouchers ou cuisiniers proposent des épaisseurs plus importantes (6, 8 ou 10 cm, jusqu'à 750 g) soit pour partager la pièce à plusieurs, soit pour des consommateurs gourmands.

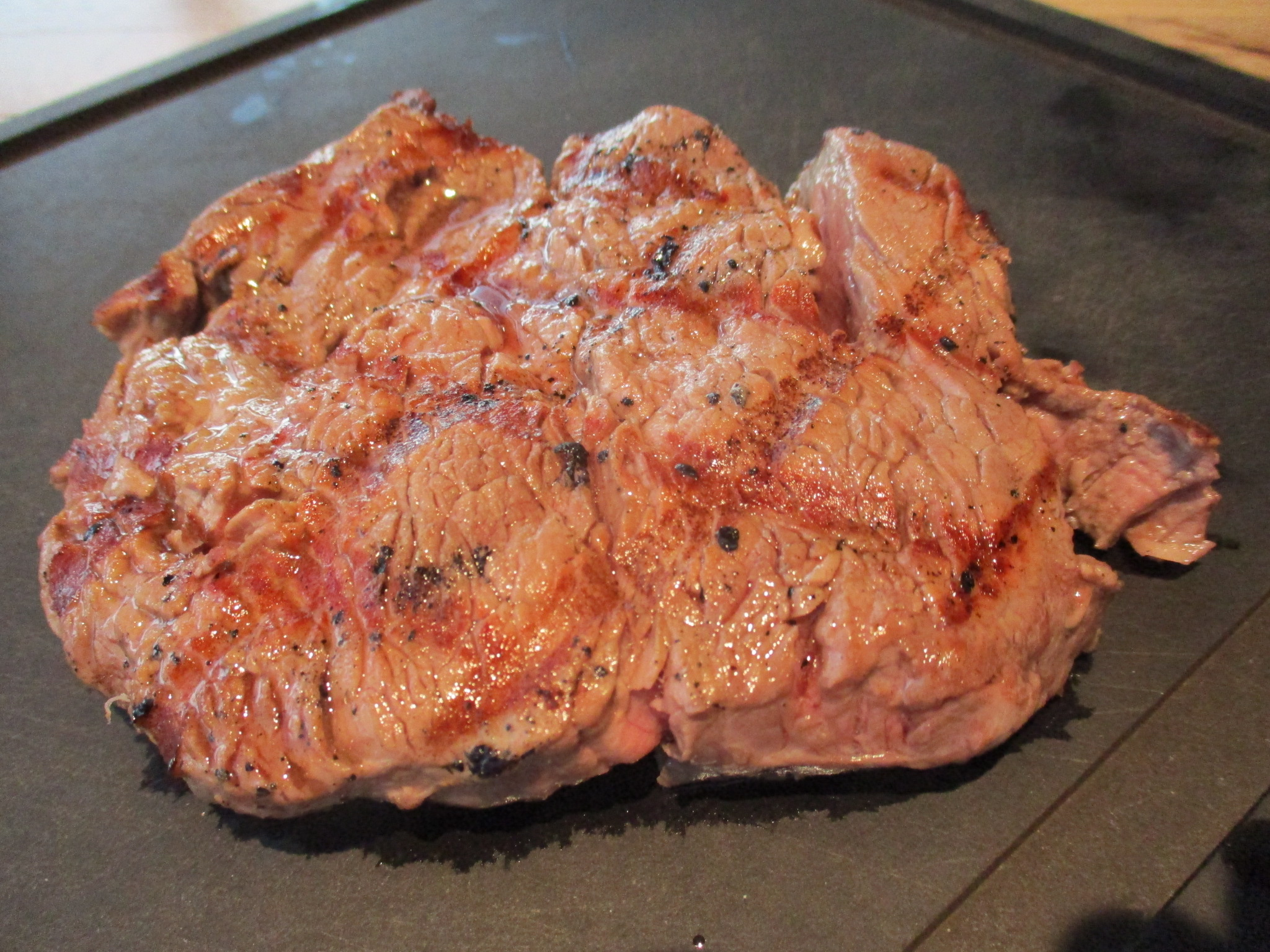
Filet de bœuf à la Chateaubriand.

D'autres pièces de bœuf moins tendres mais plus économiques sont présentées à la manière du chateaubriand (aloyau, faux-filet, tende de tranche, poire, merlan, cœur de rumsteck…) ; elles sont parfois appelées « chateau » ou doivent être étiquetées « façon chateaubriand » et sont cuites de la même façon.

## Grillade de bœuf à la Chateaubriand

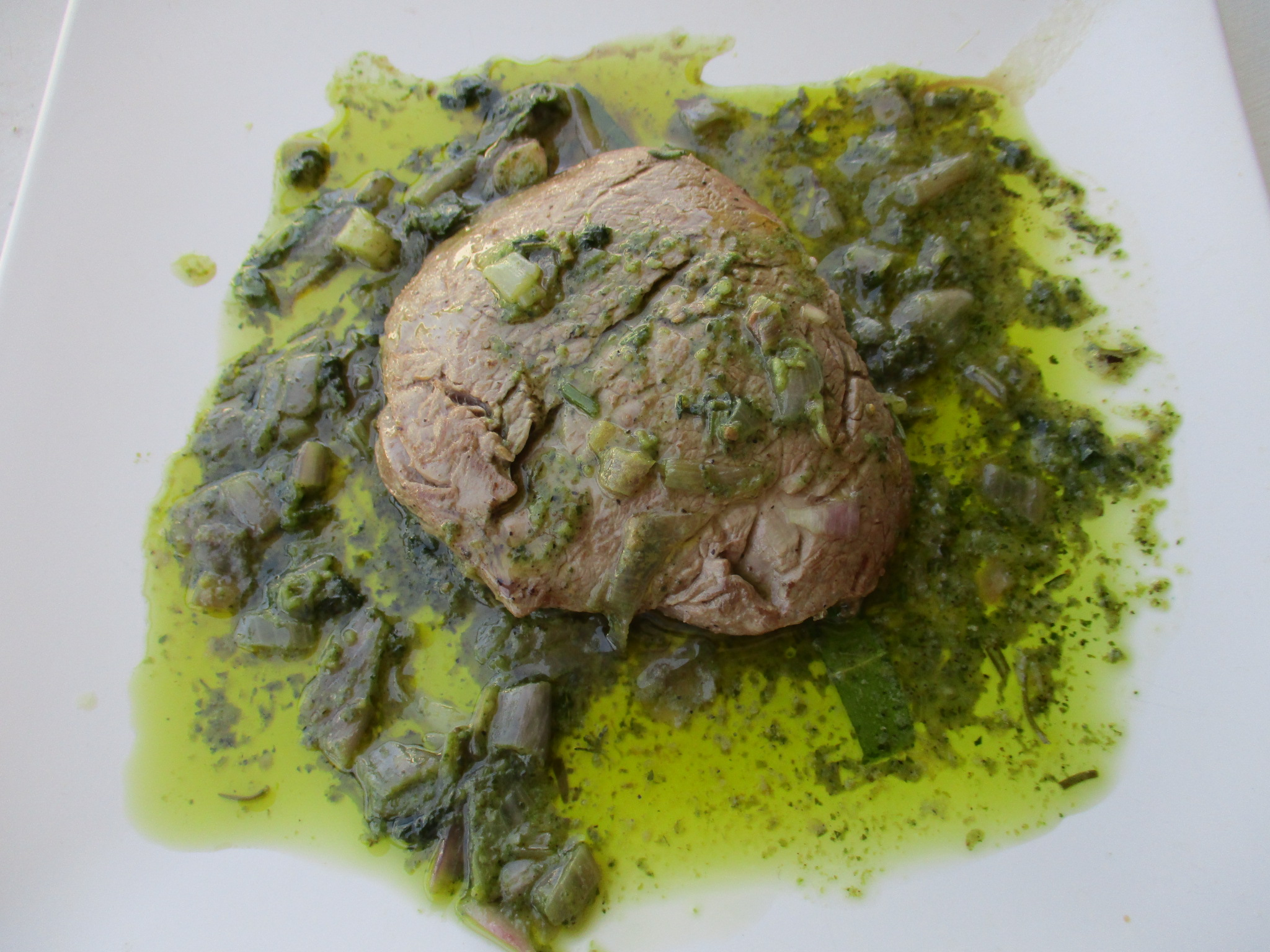
Filet de bœuf chateaubriand, et sauce chateaubriand au vin blanc, beurre, échalotes, estragon et jus de citron.

La grillade de bœuf à la Chateaubriand ou steak chateaubriand est une recette de bœuf, créée en 1821, selon le Larousse gastronomique, par Montmireil, chef cuisinier personnel de l'écrivain François-René de Chateaubriand, alors qu'il était ambassadeur de France à Londres. Le steak était coupé dans la surlonge du filet de bœuf (pièce savoureuse, épaisse, tendre, fondante et très goûteuse), cuit saignante à la façon du rosbif ou du bœuf Wellington de la cuisine anglaise. Il était alors servi accompagné d'une sauce chateaubriand réduite à base de vin blanc, de beurre, d'échalotes confites, d'estragon et de jus de citron. Il est à ce jour généralement accompagné de pommes soufflées et de sauce béarnaise.
Vu son épaisseur, la cuisson du chateaubriand est différente de celle du tournedos, et doit être réalisée en deux temps : le saisissement à feu très vif pour former une couche rissolée (réaction de Maillard) empêchant la sortie des jus, puis une cuisson plus modérée, voire très modérée à 80° (cuisson basse température) pour que la chaleur pénètre progressivement à l'intérieur,.